# První folio
Pana Williama Shakespeara komedie, historie, tragédie (v originále Mr. William Shakespeare's Comedies, Histories, & Tragedies) je vydaná sbírka her Williama Shakespeara z roku 1623. Moderní vědci obyčejně odkazují na toto dílo jako na První folio.
Sbírka byla vytištěna v knižním formátu folio s výškou hřbetu asi 40 cm a obsahuje 36 her. Byla připravena Shakespearovými kolegy Johnem Hemingesem a Henrym Condellem. Byla věnována "nedostižné dvojice bratří" Williamu Herbertu, 3. hraběti z Pembroke a jeho bratru Philipu Herbertovi, hraběti z Montgomery (pozdější čtvrtý hrabě z Pembroke).
Ačkoli osmnáct Shakespearových her bylo vydáno ve fromátu quarto před rokem 1623, tak První folio je pravděpodobně jediný spolehlivý zdroj pro asi dvacet jeho her a cenný zdroj textu i pro mnohé z těch, které byly vydané předtím. Folio zahrnuje všechny hry obecně připisované Shakespearovi s výjimkou her Perikles, Dva vznešení příbuzní a dvou ztracených her Cardenio a Love's Labour's Won .

## Obsah
Komedie
- 1 Bouře
- 2 Dva šlechtici z Verony
- 3 Veselé paničky windsorské
- 4 Něco za něco
- 5 Komedie omylů
- 6 Mnoho povyku pro nic
- 7 Marná lásky snaha
- 8 Sen noci svatojánské
- 9 Kupec benátský
- 10 Jak se vám líbí
- 11 Zkrocení zlé ženy
- 12 Dobrý konec vše napraví
- 13 Večer tříkrálový
- 14 Zimní pohádka

Historické hry
- 15 Král Jan
- 16 Richard II
- 17 Jindřich IV, část 1
- 18 Jindřich IV, část 2
- 19 Jindřich V
- 20 Jindřich VI, část 1
- 21 Jindřich VI, část 2
- 22 Jindřich VI část 3
- 23 Richard III
- 24 Jindřich VIII

Tragédie
- 25 Troilus a Cressida
- 26 Coriolanus
- 27 Titus Andronicus
- 28 Romeo a Julie
- 29 Timon Athénský
- 30 Julius Caesar
- 31 Macbeth
- 32 Hamlet
- 33 Král Lear
- 34 Othello
- 35 Antonius a Kleopatra
- 36 Cymbeline